# تله جمعیتی

هرم جمعیتی مصر در سال ۲۰۰۵؛ بسیاری از افراد ۳۰ سال‌به‌پایین، شهروندان تحصیل‌کرده‌ای بودند که در یافتن شغل، با مشکل مواجه بودند.

تله جمعیتی، اصطلاحی است که طبق دانشنامه توسعه بین‌المللی، توسط جمعیت‌شناسان، «برای توصیف ترکیبی از باروری بالا (نرخ تولیدمثل) و کاهش مرگ‌ومیر (نرخ مرگ‌ومیر) در کشورهای در حال توسعه استفاده می‌شود که منجر به دوره‌ای از نرخ رشد جمعیت بالا (PGR) می‌شود». باروری بالا همراه با کاهش مرگ‌ومیر، زمانی اتفاق می‌افتد که یک کشور در حال توسعه، از گذار جمعیتی، به توسعه‌یافته‌شدن، عبور می‌کند.
در طول «مرحله دوم» یعنی گذار جمعیتی، کیفیت مراقبت‌های بهداشتی بهبود و میزان مرگ‌ومیر، کاهش می‌یابد؛ اما میزان تولیدمثل، همچنان بالا می‌ماند و منجر به دوره‌ای از رشد بالای جمعیت می‌شود. اصطلاح «تله جمعیتی»، توسط برخی از جمعیت‌شناسان، برای توصیف وضعیتی استفاده می‌شود که در آن، مرحله دوم، ادامه می‌یابد، زیرا «کاهش استانداردهای زندگی، باروری بالای رایج را تقویت می‌کند که به نوبه خود، کاهش استانداردهای زندگی را تشدید می‌کند». این امر، منجر به فقر بیشتر می‌شود، جایی که مردم برای تأمین امنیت اقتصادی خود، به فرزندان بیشتر، متکی هستند. جان آوری، دانشمند علوم اجتماعی، توضیح می‌دهد که این نتیجه، به این دلیل است که نرخ بالای تولیدمثل و نرخ پایین مرگ‌ومیر، «منجر به رشد جمعیت چنان سریعی می‌شود که توسعه‌ای که می‌توانست جمعیت را کند کند، غیرممکن است».

## مثال‌ها
- مصر[۴]
- نوار غزه
- یمن